# Челюстнокраки
Челюстнокраките (Maxillopoda) са клас животни от тип Членестоноги (Arthropoda).
Таксонът е описан за пръв път от Ерик Дал през 1956 година.

## Подкласове
- Branchiura
- Copepoda – Веслоноги рачета
- Mystacocarida
- Pentastomida - Петоустки
- Tantulocarida
- Thecostraca